# Cáncer de corazón
El cáncer de corazón es una forma de cáncer extremadamente rara que se divide en tumores primarios del corazón y tumores secundarios del corazón. La mayoría de los tumores que se forman en el corazón no son cancerosos. Pero algunos tumores cardíacos pueden ser cancerosos. Con mayor frecuencia, el cáncer que comienza en el corazón es el sarcoma, un tipo de cáncer que se origina en los tejidos blandos del cuerpo. Los casos de cáncer de corazón son ínfimos, según las estadísticas. La causa principal es la escasa actividad de replicación de células del órgano, que impide el desarrollo del cáncer. Además, el corazón apenas está expuesto a agentes externos cancerígenos.

## Clasificación
- Tumores primarios

La mayoría de los tumores cardíacos son benignos: Mixoma, mioma, Rabdomioma, y Hamartoma, en raras ocasiones son malignos, como el Angiosarcoma cardíaco.
En un estudio de 12.487 autopsias realizadas en Hong Kong se encontraron 7 tumores cardíacos, la mayoría de los cuales fue benigna. Según la Clínica Mayo, en esta institución se atiende en promedio únicamente un caso de cáncer de corazón cada año.
Bacteria: Aparte de los tumores malignos existentes, hay una bacteria (leso) poco usual que se alimenta de los tejidos del corazón. Esta enfermedad se detecta entre el primer año y los 7 años de edad. Afecta ambos géneros (femenino y masculino). Es poco usual y no se da más que en un porcentaje muy pequeño de la sociedad. Inicialmente, conocida como cáncer del corazón puede ser asintomática. Cuando los síntomas aparecen, a menudo se asemejan a los de la enfermedad cardíaca y pueden ocurrir de repente. Los síntomas de cáncer de corazón más comunes son: dolor o presión en el pecho, tos (que puede ser acompañada de un esputo rosado y espumoso), fatiga, fiebre, ritmo cardíaco irregular (arritmia), dificultad para respirar (que puede ser agravada por estar acostado), hinchazón en pies y tobillos, aumento o pérdida de peso inesperado, debilidad (pérdida de fuerza), y engrosamiento de las yemas de los dedos (dedos hipocráticos). Esta enfermedad en la mayoría de casos no es curable y solo se controla tomando medicamentos de forma muy estricta como puede ser el medicamento de anticuerpos monoclonales que ayuda a que el corazón permanezca en buenas condiciones. El 30% de estos casos revierte, no se conoce el por qué pero la bacteria se extingue y no vuelve a aparecer y el otro 70% muere.

## Diagnóstico
En la mayoría de los casos, el diagnóstico se basa en la historial clínico, la ecocardiografía, la tomografía computarizada o una resonancia magnética. Los tumores cardíacos a menudo se diagnostican por primera vez después de que el paciente ha sufrido un accidente cerebrovascular, una embolia causada por el tejido tumoral desprendido.